# Harley Quinn
Harley Quinn (Dr. Harleen Frances Quinzel) er en fiktiv karakter der optræder i amerikanske tegneserier udgivet af DC Comics. Hun blev skabt af Paul Dini og Bruce Timm til Batman: The Animated Series som Jokerens håndlanger, og havde sin debut i 22. episode, "Joker's Favor", d. 11. september, 1992. Det var meningen, at hun kun skulle optræde i denne ene episode, men Quinn blev hurtigt en fast del af karaktererne i DC Animated Universe (DCAU) som Jokerens hjælper og elsker, og hun blev en del af DC Comics' kanon 7 år senere, med udgivelsen af one-shot-albummet Batman: Harley Quinn #1 (oktober 1999). I Quinns baggrundshistorie er hun psykolog på Gotham Citys Arkham Asylum der bliver manipuleret og bliver forelsket i hendes patient, Jokeren, og ende med at blive hans kompan og elsker. Karakterens alias er et ordspil på karakteren Harlekin fra 1500-tallets italienske teater.
Harley Quinn er blevet en af DC Comics mest populære og profitable karakterer. Hun har medvirket i mange af DC's tegneserier og i forskellige andre medier og merchandise. DC Comics Publisher Jim Lee betragter Harley Quinn som den fjerde søjle i DC Comics' udgivelseslinje efter Superman, Batman og Wonder Woman.
Oprindeligt ladge Arleen Sorkin stemme til figuren i DC Animated Universe, og Quinn har siden optrådt i mange andre DC-projekter med stemme af skuespillere som Tara Strong, Hynden Walch, Laura Bailey, Jenny Slate, Melissa Rauch, Laura Post og Kaley Cuoco; sidstnævnte lagde stemme til den animerede tv-serie Harley Quinn (2019). Mia Sara spillede karakteren i tv-serien Birds of Prey fra 2002. Harley Quinn havde sin debut i live-action i DC Extended Universe (DCEU) filmen Suicide Squad (2016), hvor hun blev spillet af Margot Robbie. Robbie gentog rollen i Birds of Prey (2020) og The Suicide Squad (2021), med elementer af hendes udseende der efterfølgende blev inkorporeret i tegneserierne. Lady Gaga spillede rollen i Joker: Folie à Deux (2024).